# АлпТранзит
AlpTransit (произн. Алптранзит), известен също като „Нова железопътна връзка през Алпите“ (на немски: Neue Eisenbahn-Alpentransversale (NEAT); на френски: Nouvelles lignes ferroviaires à travers les Alpes (NLFA)) е най-големият в историята инфраструктурен проект на Швейцария, който ще улесни и ускори железопътните връзки през Алпите между Централна Европа и Падания. Стойността на проекта към 2015 г. възлиза на 17,9 млрд. CHF.
Проектът предвижда изграждането на три базисни железопътни тунела от юг на север, които са разположени на няколкостотин метра под построени в миналото тунели. Наричат се базисни, защото са нисколежащи, в основата на планината, и свързват две долини с прибл. еднаква надморска височина. Трите тунела са Готардски базисен тунел и Цимербергски базисен тунел от т.нар. Готардска ос, и Льочбергски базиснен тунел под Бернските Алпи, от т.нар. Льочбергска ос. Тунелите са построени от AlpTransit Gotthard AG (Готардска ос) и BLS AlpTransit AG (Льочбергска ос).
Железопътните тунели са предвидени за преминаване с максимална скорост 240 km/h, което ще намали времето за пътуване с високоскоростен влак между Милано и Цюрих от 3 часа 40 минути – до 2 часа и 50 минути.
Инфраструктурният проект е приет с референдум на 27 септември 1992 г. от швейцарския народ.